# نابودی تمام بشر! ۲

«کریپتو» (شخصیت اصلی بازی) درحال ربودن بدن یک انسان

«نابودی تمام بشر! ۲» (انگلیسی: Destroy All Humans! 2) یک بازی ویدئویی در سبک تیراندازی سوم شخص است که توسط تی‌اچ‌کیو و در سال ۲۰۰۶ و در پلت‌فرم‌های اکس‌باکس و پلی‌استیشن ۲ منتشر شده‌است.